# Killzone: Shadow Fall
Killzone: Shadow Fall es un videojuego de acción en primera persona, desarrollado por Guerrilla Games y publicado por Sony Computer Entertainment, es un título exclusivo de PlayStation 4. Es el sexto juego en toda la serie Killzone y el cuarto para consolas domésticas.

## Argumento

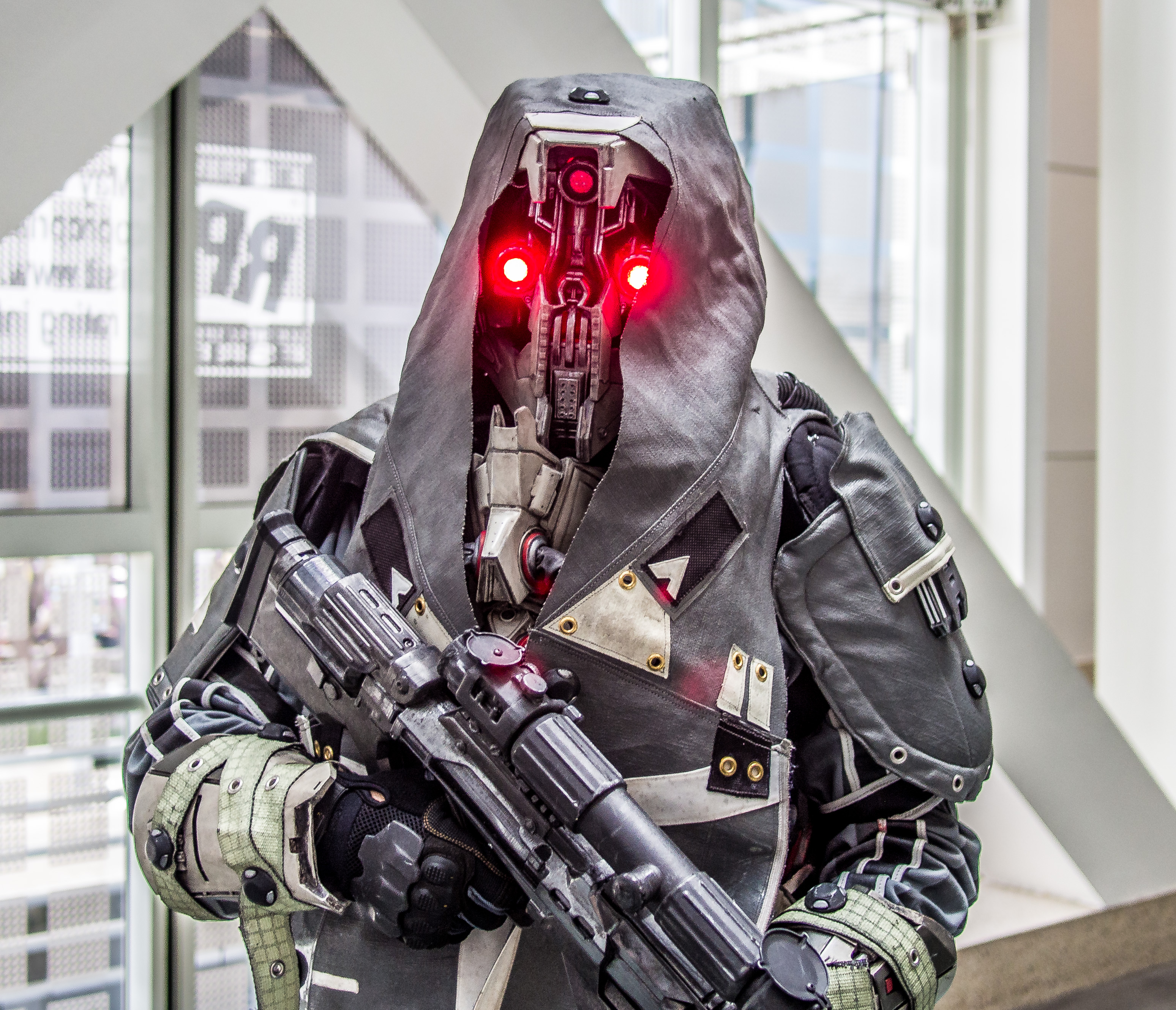
11 de junio de 2013 Los Ángeles, California, EE. UU. Olympus E-PL5

Shadow Fall se establece 30 años después de los acontecimientos de Killzone 3. La vida de los Helghast en el planeta natal Helghan se ha dejado en ruinas, sin embargo, la guerra todavía continúa. La Alianza Estratégica Interplanetaria (ISA) permite refugiar a los helghast en el planeta Vekta. Las facciones de Vekta y Helghast están viviendo en una ciudad que está dividida por un gran muro de seguridad. Los Helghast están luchando por su derecho a existir, mientras que los Vektans están luchando por la supervivencia, lo que lleva a una "guerra fría" entre los Vektans y los Helghast.
Su historia inicia con Lucas Kellan de niño y su padre tratando de escapar de la invasión de Helghan a Vekta atravesando un muro que divide ambas facciones. Durante su huida, se encuentran con un Shadow Marshall llamado Thomas Sinclair. Cerca del muro, unos soldados Helghast asesinan al padre de Lucas, pero este logra huir con Sinclair.
Sinclair, lo cría como si fuera su hijo y es la persona más joven en unirse a las filas de los Shadow Marshall. Se tiene que infiltrar en el otro lado del muro para mantener la poca paz que existe entre los helghasts y los vektans.

## Personajes
- Lucas Kellan: Es el protagonista principal de Shadow Fall. Alberga un fuerte odio hacia los Helghast después de ser testigo de la muerte de su padre durante el traslado por encima del muro. Kellan es adoptado por Sinclair, que lo inscribe en la Academia de los Shadow Marshall , con el tiempo llegando a convertirse en uno de los agentes más confiables de Sinclair. A lo largo de la historia, la actitud y las opiniones de Kellan cambian, después de ver el estado en el que residen los Helghast.

- Thomas Sinclair: Es un antiguo Shadow Marshall y líder de la Agencia de Seguridad de Vekta (VSA). Adopta a Kellan durante los acontecimientos de la reubicación. Sinclair demuestra que es muy confiado y protector hacia Kellan. Al mismo tiempo, él comparte el desprecio inicial de Kellan hacia los Helghast, ya que cree que todos los Helghast buscan la destrucción de los Vektans, y que mientras ellos existan, la guerra no tendrá fin.

- Maya Visari "Echo": Mitad-Vekta/Mitad-Helghan. Es una agente encubierta de inteligencia que busca poner fin a la Guerra de entre Vektas y Helghast para siempre. Ella es la hija de Lady Visari.

- Vladko Tyran: Es el antagonista principal de la mayor parte de la campaña y líder psicópata de "La Mano Negra" (una organización terrorista de los exagentes y soldados Helghast) que tratan de reavivar la guerra.

- Dra. Hillary Massar: Una científica de la ISA que realiza experimentos peligrosos en Helghast cautivos con una poderosa arma bio-tecnológica letal.

- Lady Hera Visari: Actual líder del los Helghast, hija del caído emperador Scolar Visari y madre de Maya.

- Anton Saric: El jefe de las fuerzas de seguridad de Helghan. Saric tiene un odio ardiente hacia los Vektans, culpándolos por la destrucción de su planeta de origen (que le tocó vivir.).

- Jorhan Stahl: Es el antagonista principal de Killzone 3 y es revelado como antagonista principal de Shadow Fall. Planea invadir Vekta para los Helghast matando a todos los Vektans utilizando el arma bio-tecnológica de Massar.

- Michael Kellan: Padre de Lucas, que es asesinado por las fuerzas Helghast durante la reubicación sobre el muro.

## Jugabilidad
Shadow Fall tendrá nuevas armas como el Rifle de Asalto M55 con dos funciones de disparo para la ISA y el rifle de asalto STA-55 para los Helghast. También incorporaron un rifle de francotirador híbrido del cual hicieron acto de presencia en los dos demos de juego. Además contara con un OWL, un drone avanzado de ataque flotante que es utilizado por los Shadow Marshalls. Puede atacar, ser utilizado como una tirolina, como escudo de protección, puede aturdir enemigos por unos pocos segundos y puede piratear terminales.